# Digterparken (Viborg)
 For alternative betydninger, se Digterparken. (Se også artikler, som begynder med Digterparken)
Digterparken er det største parkanlæg i Viborg samt en boligområde med et samlet areal på cirka 9 hektar. Anlægget er omkranset af boligblokke ved B.S. Ingemanns Vej i vest, H.C. Andersens Vej i nord og Gl. Aalborgvej i øst. N.F.S. Grundtvigs Vej i syd går i det sydøstlige hjørne rundt i en ring omkring Ældrecentret Blichergården.

## Historie
Viborg Kommune købte i 1941 jorden hvor Carl Jacobson Brostrøms Planteskole (Brostrøms Toft) var beliggende. Prisen var omkring 1 krone pr. m2 I 1944 overdrog man området til Boligselskabet Viborg, samtidig med at kommunen udskrev en landsdækkende arkitektkonkurrence om hvordan det store areal skulle udnyttes. 3 arkitekter fra København vandt konkurrencen, med forslaget om de forskudte boligblokke langs grænserne af arealet, samt skabelse af en kuperet park i midten og bevarelse af søen "Møllers Dam".
På grund af 2. verdenskrig opstod der mangel på byggematerialer, så byggeriet kom senere i gang end planlagt. I 1949 var de første røde blokke på B.S. Ingemanns Vej klar til indflytning. I løbet at 1950'erne blev en butik og boligblokke opført på H.C. Andersens Vej, og hele byggeprojektet stod færdigt i 1962 med de gule blokke på Gl. Aalborgvej. I alt blev der opført 383 lejligheder, et butikscenter og et garageanlæg. Ved indvielsen af det første byggeri i 1949 blev Digterparken betragtet som et dyrt byggeri, da huslejen var 1500 kroner om året for en 2 værelsers lejlighed. Senere blev lejemålene nogle af de billigste i byen. I 1959 blev Nordre Skole indviet på den modsatte side af H.C. Andersens Vej.

### Parkanlægget
Ved udgravningerne til byggerierne på B.S. Ingemanns Vej og H. C. Andersens Vej i årene 1953-1955 flyttede man, efter planer af havearkitekt C.Th. Sørensen, store mængder jord ud i parken og skabte det meget kuperede terræn i Digterparken. 
C.Th. Sørensen arbejdede sammen med stadsgartner Christian Thomsen omkring beplantningen i parken. Blandt andet blevet ikke hjemmehørende arter som Trompetkrone, Tulipantræ, Rabarberpoppel og Ægte Kastanje plantet. Bøge- og lindetræerne placeret på Kragehøjen stammer fra Carl Jacobson Brostrøms tid. Ved N.F.S. Grundtvigs Vej findes en frugtlund med omkring 80 forskellige sorter af pære- og æbletræer.
Der blev fra starten etableret asfalterede gang- og cykelstier der går tværs igennem hele området.
I 1996 blev der opført en skulptur bestående af 5 søjler lavet i ler. Over 1000 børn fra forskellige institutioner i Viborg har lavet reliefferne i søjlerne. Skulpturen er lavet i samarbejde med Herning, Holstebro, Silkeborg, Skive og Viborg, der alle har opført en 5 søjlet skulptur i byen.